# Valle Porcina - Torrente Vandra - Cesarata
Valle Porcina - Torrente Vandra - Cesarata este o arie protejată (arie specială de conservare — SAC, sit de importanță comunitară — SCI) din Italia întinsă pe o suprafață de 1.480 ha, integral pe uscat.

## Localizare
Centrul sitului Valle Porcina - Torrente Vandra - Cesarata este situat la coordonatele 41°34′42″N 14°08′53″E / 41.578333°N 14.148056°E.

## Înființare
Situl Valle Porcina - Torrente Vandra - Cesarata a fost declarat sit de importanță comunitară în septembrie 1995 pentru a proteja 32 de specii de animale. Situl a fost protejat și ca arie specială de conservare în martie 2017.

## Biodiversitate
Situată în ecoregiunea mediteraneană, aria protejată conține 6 habitate naturale: Păduri aluvionare cu Alnus glutinosa și Fraxinus excelsior (Alno-Padion, Alnion incanae, Salicion albae), Pajiști uscate seminaturale și facies de acoperire cu tufișuri pe substraturi calcaroase (Festuco-Brometalia) (* situri importante pentru orhidee), Păduri panonice-balcanice de stejar turcesc - stejar sesil, Galerii de Salix alba și de Populus alba, Pseudostepă cu ierburi și specii anuale de Thero-Brachypodietea, Păduri de Quercus ilex și Quercus rotundifolia.
La baza desemnării sitului se află mai multe specii protejate:
- păsări (21): uliu păsărar (Accipiter nisus), stârc roșu (Ardea purpurea), șorecarul comun (Buteo buteo), Certhia brachydactyla, șerpar (Circaetus gallicus), erete de stuf (Circus aeruginosus), erete vânăt (Circus cyaneus), erete cenușiu (Circus pygargus), botgros (Coccothraustes coccothraustes), porumbel de scorbură (Columba oenas), egretă mică (Egretta garzetta), presură de grădină (Emberiza hortulana), șoim călător (Falco peregrinus), șoimul rândunelelor (Falco subbuteo), sfrâncioc roșiatic (Lanius collurio), gaia neagră (Milvus migrans), gaia roșie (Milvus milvus), mierlă de piatră (Monticola saxatilis), viespar (Pernis apivorus), huhurez mic (Strix aluco), sturzul de vâsc (Turdus viscivorus)
- mamifere (3): lupul (Canis lupus), vidră de râu (Lutra lutra), liliacul mare cu potcoavă (Rhinolophus ferrumequinum)
- nevertebrate (2): Austropotamobius pallipes, Euplagia quadripunctaria
- pești (4): Alburnus albidus, Barbus plebejus, Cobitis bilineata, Telestes muticellus
- reptile (2): șarpele cu patru dungi (Elaphe quatuorlineata), țestoasă bănățeană (Testudo hermanni)

Pe lângă speciile protejate, pe teritoriul sitului au mai fost identificate 19 specii de plante, 1 specie de amfibieni, 8 specii de mamifere, 1 specie de nevertebrate, 9 specii de reptile.